# Werner Studio
Werner Studio - også omtalt som "Werner studie" eller blot "Werner", var et dansk pladestudie, der blev etableret i første halvdel af 70'erne af den i Danmark bosatte schweiziske radiotekniker Werner Scherrer. Studiet hed oprindelig "Werner Demo-Studio" og lå på Holger Danskes Vej på Frederiksberg. I de tidlige år var det et primitivt studie med æggebakker på væggene som lyddæmpning og kun med fire spor, idet man anvendte to almindelige tosporsbåndoptagere, der var synkroniserede. Under disse forhold indspilledes bl.a. C.V. Jørgensens to første plader, En Stynet Strejfer (1974) og T-shirts, Terylenebukser & Gummisko (1975).
I 1976 kom musikerne Michael Bruun og Henrik Bødtcher ind i ejerkredsen, og studiet blev flyttet til Frederikssundsvej 60C i København NV, hvor det blev udbygget til et fuldt professionelt 24-spors studie. På denne adresse og i studiets mobile enhed, Werner Mobile Studio, indspilledes i de følgende knap 10 år en lang række af datidens største danske pop- og rockhits  med Werner Scherrer eller Michael Bruun bag mixerpultens knapper, sidstnævnte ofte som producer.
I 1985 blev studiet digitaliseret som et af de første danske pladestudier, og flyttede i den forbindelse til større lokaler på Rentemestervej 25, hvor man bl.a. indspillede Danmarks mest solgte single, fodboldsangen Re-Sepp-ten i 1986. På dette tidspunkt havde studieejerne stiftet eget pladeselskab, Replay Records, og mange af indspilningerne i denne periode foregik for ejernes eget selskab. Dette fik konsekvenser, da krisen i musikbranchen satte ind i starten af 1990'erne. Krisen ramte Replay Records, som måtte gå betalingsstandsning, og blev overtaget af Bent Fabricius-Bjerre's Metronome Productions. Disse begivenheder førte også til økonomiske problemer for Werner Studio, og i år 2000 blev studiet solgt til Boe Larsen, der omdøbte det til MillFactory.
Blandt de danske kunstnere, der har indspillet i Werner Studio i tidens løb, kan nævnes C.V. Jørgensen, Sebastian, Halberg Larsen, Johnny Madsen, Aske Bentzon, Lis Sørensen, Dodo & the dodos, tv-2, Rocazino, Laid Back, Kim Larsen, Klaus Kjellerup, Lars Muhl, Østkyst Hustlers, Anne Dorte Michelsen, Pretty Maids, samt Tøsedrengene.